# Baskřídlovka

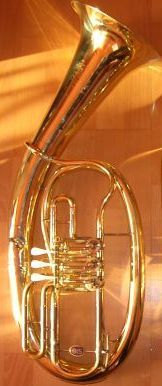
Baskřídlovka

Baskřídlovka (bariton) je rohový žesťový nástroj, o oktávu níž znějící křídlovka. Je oválně stočena, takže vypadá jako malá tuba (můžeme se také potkat s označením tenorová tuba), a v drtivé většině případů je laděna v Bb.

## Rozsah
Rozsah závisí výrazně (jako u všech žesťových nástrojů) na schopnostech hráče, pohybuje se však zhruba od velkého E do b1, tedy podobně jako pozoun (tenorová baskřídlovka se však zpravidla zapisuje stejně jako trubka do houslového klíče o nonu výše, tudíž je psaný rozsah malé fis - c3). Virtuos je pochopitelně schopen hrát ještě o něco výše či o něco níže – schopnost zahrát nižší tóny závisí také na tom, je-li nástroj vybaven čtvrtým ventilem. Pro hraní na baskřídlovku se používá podobný nátrubek jako na pozoun, proto většina hráčů ovládá hru na oba tyto nástroje. Je vybavena třemi až čtyřmi ventily: první snižuje o celý tón, druhý o půltón, třetí o jeden a půl tónu a případný čtvrtý o dva a půl tónu.

## Druhy baskřídlovek
Baskřídlovky se dělí na dva typy, Tenor a Baryton – samo označení „baskřídlovka“ se převážně užívá pro tu tenorovou (používají se pro ni stejné noty jako pro sopránovou křídlovku laděnou v Bb (jenže znějí o oktávu níže, proto předpona "bas"), zatímco baryton je psán v basovém klíči). Oba nástroje se dají ovšem souhrnně označit např. lidovým pojmem koryto, fena či šestka.

### Tenor
„Tenorový roh“ (tenorhorn) hraje ve vyšších polohách, neb je v nich jistější (ačkoliv rozsah má s barytonem shodný), má užší menzuru a notace je v houslovém klíči - tím pádem (uvažujme pro nástroj laděný v C) nejsou hrané tony znějící.

### Baryton
Baryton hraje v nižších polohách, má širší menzuru (díky ní i mohutnější tón) a notace je v basovém klíči. Dříve se v notových zápisech označoval jako "zpěvoroh".

## Využití
Baskřídlovka má jemný, líbivý zvuk a uplatnění nachází hlavně v dechových orchestrech nebo kapelách. Velmi zřídka se uplatní jako nástroj sólový. V našich zemích byla populární koncem 19. století a začátkem 20. století. Stále je k vidění v tradiční středoevropské dechovce.

## Příbuzné nástroje
- Eufonium
- Křídlovka
- Tuba
- Wagnerova tuba